# Lockhart (Florida)
Lockhart ist ein census-designated place (CDP) im Orange County im US-Bundesstaat Florida. Das U.S. Census Bureau hat bei der Volkszählung 2020 eine Einwohnerzahl von 14.058 ermittelt.

## Geographie
Lockhart grenzt direkt an die Städte Altamonte Springs (Norden, Seminole County), Eatonville (Osten) und Orlando (Süden). Der CDP wird vom U.S. Highway 441 (SR 500) sowie von den Florida State Roads 414 und 434 durchquert bzw. tangiert.

## Demographische Daten
Laut der Volkszählung 2010 verteilten sich die damaligen 13.060 Einwohner auf 5741 Haushalte. Die Bevölkerungsdichte lag bei 1155,8 Einw./km². 63,9 % der Bevölkerung bezeichneten sich als Weiße, 22,7 % als Afroamerikaner, 0,5 % als Indianer und 3,7 % als Asian Americans. 5,1 % gaben die Angehörigkeit zu einer anderen Ethnie und 4,2 % zu mehreren Ethnien an. 21,1 % der Bevölkerung bestand aus Hispanics oder Latinos.
Im Jahr 2010 lebten in 34,8 % aller Haushalte Kinder unter 18 Jahren sowie 19,4 % aller Haushalte Personen mit mindestens 65 Jahren. 66,7 % der Haushalte waren Familienhaushalte (bestehend aus verheirateten Paaren mit oder ohne Nachkommen bzw. einem Elternteil mit Nachkomme). Die durchschnittliche Größe eines Haushalts lag bei 2,63 Personen und die durchschnittliche Familiengröße bei 3,13 Personen.
26,0 % der Bevölkerung waren jünger als 20 Jahre, 29,4 % waren 20 bis 39 Jahre alt, 30,0 % waren 40 bis 59 Jahre alt und 14,4 % waren mindestens 60 Jahre alt. Das mittlere Alter betrug 36 Jahre. 49,7 % der Bevölkerung waren männlich und 50,3 % weiblich.
Das durchschnittliche Jahreseinkommen lag bei 46.892 $, dabei lebten 16,7 % der Bevölkerung unter der Armutsgrenze.
Im Jahr 2000 war Englisch die Muttersprache von 82,24 % der Bevölkerung, Spanisch sprachen 15,04 % und 2,72 % hatten eine andere Muttersprache.